# 2387 Xi'an
2387 Xi'an è un asteroide della fascia principale. Scoperto nel 1975, presenta un'orbita caratterizzata da un semiasse maggiore pari a 3,0235872 au e da un'eccentricità di 0,0747935, inclinata di 10,94543° rispetto all'eclittica.
L'asteroide è dedicato all'omonima città cinese.